# Verchovyna-Bystra
Verchovyna-Bystra, česky také Bystrá Verchovina (ukrajinsky Верховина-Бистра, maďarsky Határszög) je obec v Užanském národním parku, v územní komunitě (hromadě) Stavne, v okresu Užhorod na Zakarpatské Ukrajině. V roce 2001 zde žilo 631 obyvatel.

## Název
Verchovyna-Bystra je oficiální název obce. Skládá se z hydronyma „Bystra“, tedy názvu rychle tekoucí řeky, a přípony „Verchovyna“, což ve staré ukrajinštině znamenalo horní část. V běžné mluvě se obec nazývá „Bystra“.

### Historické názvy obce
- 1773 – Bisztra, Bisztry,
- 1800 – Verhovinabiszta,
- 1913 – Határszög.

## Historie
První písemná zmínka pochází z roku 1582. Do uzavření Trianonské smlouvy byla obec součástí Uherska, poté byla součástí Československa. Od roku 1945 byla součástí Ukrajinské sovětské socialistické republiky, která byla součástí Sovětského svazu; nakonec od roku 1991 je součástí samostatné Ukrajiny.

## Pamětihodnosti
- Hřbitov vojáků první světové války.
- Kostel sv. Petra a Pavla, z roku 1931.